# Серочиньская, Эльвира
Эльвира Серочиньская (пол. Elwira Seroczyńska, урождённая Потапович, пол. Potapowicz; 1 мая 1931, Вильно, Польша — 24 декабря 2004, Лондон, Великобритания) — польская конькобежка, серебряный призёр зимних Олимпийских игр 1960 года на дистанции 1500 м. Заслуженный мастер спорта Польши.

## Биография
Эльвира Потапович родилась в 1931 году в Вильно (ныне Вильнюс, Литва). В 1947 году она с семьёй переехала в Эльблонг, с 1953 года жила в Варшаве. В Эльблонге Эльвира начала заниматься конькобежным спортом и быстро добилась успехов на национальном уровне. В 1951 году окончила Государственный университет управления и экономики в Эльблонге. В 1955 году вышла замуж за конькобежца Яцека Серочиньского, в 1958 году у них родился сын Дариуш. В 1957 году дебютировала на Чемпионате мира по конькобежному спорту в классическом многоборье и заняла 11-е место. Впоследствии она ещё несколько раз принимала участие в чемпионатах мира. На Чемпионате мира 1962 года она заняла 9-е место, однако одержала победу на дистанции 500 м. За свою карьеру Серочиньская побеждала на национальных чемпионатах в различных дисциплинах 26 раз и установила 17 национальных рекордов. Её основной соперницей была соотечественница Хелена Пилейчик.
В 1960 году на зимних Олимпийских играх Серочиньская завоевала серебряную медаль на дистанции 1500 м, уступив представительнице СССР Лидии Скобликовой. Третье место заняла Пилейчик. До Олимпийских игр 2010 года это были единственные олимпийские медали в конькобежном спорте, завоёванные польскими спортсменами. Также принимала участие в зимних Олимпийских играх 1964 года, где показала невысокий результат, после чего завершила карьеру.
В дальнейшем Серочиньская стала тренером по конькобежному спорту. В 1972 году окончила Варшавский университет физической культуры. В 1971—1976 была тренером женской сборной Польши. На зимних Олимпийских играх 1976 года её ученицы потерпели неудачу, после чего Серочиньской пришлось покинуть эту должность. С 1985 года она была руководителем обучения в Польской ассоциации бадминтона. Она была награждена Орденом Возрождения Польши, была членом правления Олимпийского комитета Польши и
секретарём Ассоциации польских олимпийцев. Серочиньская скончалась в 2004 году в Лондоне на 74-м году жизни после инсульта. Она приехала в Лондон на Рождество в гости к сыну.